# Serge Pons
 (juin 2015).
Si vous disposez d'ouvrages ou d'articles de référence ou si vous connaissez des sites web de qualité traitant du thème abordé ici, merci de compléter l'article en donnant les références utiles à sa vérifiabilité et en les liant à la section « Notes et références ».
Serge Pons, né le 13 octobre 1935 à Oran (Algérie française), est un ancien handballeur international français. Il évoluait au poste d'ailier droit en équipe de France.

## Carrière
Serge Pons a joué à Paris en première division puis en équipe de France de Handball où il évoluait au poste d’ailier droit. 
Commençant sa carrière en Algérie, il fait ses débuts à 15 ans, alors que le handball se jouait encore à 11. 
Il va rejoindre l'équipe d'Oran, c'est là que les choses sérieuses commencent.
De retour en France, il est formé au bataillon de Joinville. Quelques années plus tard il va rejoindre le club de Paris pour jouer au plus haut niveau (1re division).
Il sélectionné peu après en Équipe de France, toujours au poste d'ailier droit.

## Équipes
Serge Pons a joué à Oran de 1950 à 1955, avant de rejoindre Paris et y terminer sa carrière.
Sélectionné 9 fois en équipe de France[réf. nécessaire], il a notamment remporté la coupe d'Afrique[Quoi ?].
À la fin de sa carrière, il a rejoint l'association de police parisienne de handball en tant que joueur puis entraîneur